# Daphne austrocochinchinensis
Daphne austrocochinchinensis är en tibastväxtart som beskrevs av J. J. Halda. Daphne austrocochinchinensis ingår i släktet tibaster, och familjen tibastväxter. Inga underarter finns listade i Catalogue of Life.